# Hans Hoogervorst
Johannes « Hans » Franciscus Hoogervorst, né le 19 avril 1956 à Haarlem, est un homme politique néerlandais membre du Parti populaire pour la liberté et la démocratie (VVD). Il fut notamment président de l'Autorité des marchés financiers (AFM) des Pays-Bas, ministre de la Santé, des Affaires économiques, et des Finances.

## Éléments personnels

### Formation
Il termine ses études secondaires en 1974, et suit des études supérieures d'histoire à l'université d'Amsterdam, où il obtient un doctorat en 1981. Il quitte alors les Pays-Bas pour étudier, jusqu'en 1983, les relations internationales et l'économie à l'université Johns-Hopkins, d'abord sur le campus de Bologne puis à Washington DC.

### Carrière
Il commence aussitôt à travailler comme employé de la National Bank de Washington DC, occupant cet emploi jusqu'en 1986, lorsqu'il rentre aux Pays-Bas pour occuper, pendant un an, un poste de conseiller politique au ministère des Finances. En 1988, il est recruté par le groupe parlementaire du VVD comme conseiller en politique économique et monétaire, renonçant à ce poste pour se lancer dans la vie politique en 1994.

### Vie privée
Il est père d'un enfant et s'est marié à Mexico le 1er août 1992.

## Carrière politique
Adhérent du Parti du travail (PvdA) de 1978 à 1982, il a rejoint le Parti populaire pour la liberté et la démocratie (VVD) en 1986. C'est sous ses couleurs qu'il est élu député à la Tweede Kamer aux élections de 1994. Durant ce premier mandat, il exerce les fonctions de porte-parole du groupe libéral pour les finances.

### Secrétaire d'État
Le 3 août 1998, il est nommé secrétaire d'État à la Sécurité sociale et aux Conditions de travail, au sein du ministère des Affaires sociales et de l'Emploi, dans la deuxième coalition violette dirigée par le social-démocrate Wim Kok. Lorsque celui-ci démissionne avec l'ensemble de son gouvernement le 16 avril 2002, les ministres et secrétaires d'État sont chargés de l'intérim de leurs fonctions.

### Ministre des Finances
Un nouveau gouvernement, soutenu par les chrétiens-démocrates, les libéraux et les populistes, est finalement formé sous la direction de Jan Peter Balkenende le 22 juillet 2002, et Hans Hoogervorst devient ministre des Finances. L'alliance s'écroule dès le 16 octobre, victime des luttes internes au parti populiste, et il se voit chargé de l'intérim de son département ministériel et du ministère des Affaires économiques.

### Ministre de la Santé
Réélu aux élections législatives anticipées du 22 janvier 2003, il continue d'exercer l'intérim jusqu'à la formation d'une nouvelle coalition le 27 mai, dans laquelle il exerce les fonctions de ministre de la Santé, du Bien-être et des Sports. Le 30 juin 2006, les Démocrates 66 (D'66) se retirent du cabinet, et une nouvelle équipe minoritaire prend le relais le 7 juillet en attendant la tenue d'élections anticipées le 22 novembre. À cette occasion, il est choisi comme directeur de campagne du VVD par son nouveau chef politique, Mark Rutte, mais sa stratégie échoue puisque le parti recule de six sièges et trois points, abandonnant au Parti socialiste (SP) la place de troisième force politique.
Il reste ministre de la Santé par intérim jusqu'au 22 février 2007, puis quitte la vie politique.

### Carrière post-ministérielle
Il est nommé président de l'Autorité des marchés financiers (AFM) des Pays-Bas le 15 septembre suivant. Son salaire de 270 000 euros annuels, soit quasiment 2 fois plus que le Premier ministre, a conduit à des critiques de la part du Parlement. Le 1er juillet 2011, il devient président de l’International Accounting Standards Board (IASB), remplaçant ainsi David Tweedie.